# Para no verte más
Para no verte más è un brano musicale del gruppo argentino La Mosca Tsé-Tsé, estratto dall'album Vísperas de carnaval e pubblicato come singolo nell'estate del 2000. Il brano è stato scritto da Pablo Tisera e Guillermo Novellis.
Il brano ebbe un notevole successo in Europa, e principalmente in Italia e Svizzera. Il singolo infatti entrò nella classifica dei singoli più venduti il 20 luglio direttamente alla quarta posizione, rimanendo in top 20 per sei settimane.

## Tracce
CD Single
1. Para no verte más - 3:10
2. El demonio (está en esta mujer) - 4:12

## Classifiche
| Classifica (2000)           | Posizione massima |
| --------------------------- | ----------------- |
| Italia                      | 4                 |
| Stati Uniti Hot Latin Songs | 24                |
| Svizzera                    | 49                |

## Classifica italiana
| Posizione | 4 | 4 | 5 | 16 | 11 | 14 |